# Camelot (Leon Faun)
Camelot è un singolo del rapper italiano Leon Faun pubblicato il 16 giugno 2021 come terzo estratto dal primo album in studio C'era una volta.

## Tracce
Testi di Leon de la Vallée, musiche di Alessio Marullo e Giorgio Arcella.
1. Camelot – 2:10